# Château de Donaustauf
Le château de Donaustauf est un château-fort en ruines à Donaustauf, dans le Land de Bavière, en haut du corniche au-dessus du Danube.

## Histoire
Déjà vers 500 av. J.-C., il existe une fortification celtique d'étendue et d'importance inconnues de la fin de la culture de Hallstatt, comme en témoignent les fouilles du côté nord-est de la basse-cour extérieure en 1981.
Entre 914 et 930, l'évêque Tuto de Ratisbonne y fait construire un château pour parer aux invasions hongroises. Le château est mentionné comme castellum quod dicitur Stufo entre 894 et 930. Le nom stouf est le terme vieux haut allemand désignant un rocher ou une colline en forme de cône.
Au XIe siècle, le château a une grande importance stratégique pour la principauté épiscopale de Ratisbonne. En 1132, le château est mentionné dans un document sous le nom de castrum Episcopi Tuonustouphen, ce qui signifie que le château est la propriété de l'évêque de Ratisbonne. En 1132, 1146 et 1161, il est conquis et en partie détruit par les ducs bavarois, qui tentent sans succès d'étendre leur domination sur Ratisbonne. L'empereur Frédéric Barberousse aurait passé la nuit du 7 au 8 septembre 1156 au château lors d'un voyage entre le Reichstag et Barbing.
Les évêques de Ratisbonne utilisent un temps le château comme résidence, par exemple Albert Ier de Pietengau (1217-1259), et les fait administrer par des ministériels. Faute d'argent, l'évêché hypothèque le château à plusieurs reprises au XIIIe siècle. Le dominicain Albert le Grand, alors évêque de Ratisbonne, écrit un commentaire sur l'évangile selon Luc au château. À l'été 1324, l'évêque de Ratisbonne Nicolas d'Ybbs se cache dans le château du légat de l'archevêque de Salzbourg. Après 1331, l'évêque séjourne souvent aux châteaux de Donaustauf et de Wörth.
De 1355 à 1373, le château appartient à la couronne de Bohême et, en juillet 1355, l'empereur Charles IV vient personnellement à Donaustauf pour en prendre possession. En 1373, il est confié à la maison de Wittelsbach. En 1385, la maison de Wittelsbach rend le château à la ville impériale de Ratisbonne, qui s'en était déjà emparée pour une courte période en 1301. Entre 1385 et 1388, le château est dévasté lors de la guerre des cités et en 1388, il est assiégé sans succès par les troupes bavaroises. Alors qu'il appartient à la ville de Ratisbonne, le château sert également de prison pour les citoyens de Donaustauf. En 1488, le duc Albert IV de Bavière en reprend possession.
Du XIVe siècle au XVIIe siècle, le château est encore agrandi en termes de technologie de défense. En 1610, le duc bavarois Maximilien Ier la refortifie et l'agrandit avec des bastions. Pendant la guerre de Trente Ans, la forteresse de Donaustauf est conquise, dynamitée et incendiée par les Suédois en janvier 1634 après que la garnison bavaroise eut attaqué les troupes de ravitaillement suédoises en janvier 1634 avec de lourdes pertes. Réparé et de nouveau habité après le départ des Suédois, il tombe en ruine à la fin du XVIIe siècle et sert de carrière.
En 1810, les ruines deviennent la propriété du diocèse de Ratisbonne. Le 18 mars 1812, l'État bavarois cède les ruines du château à la maison de Tour et Taxis en compensation des droits postaux en Bavière. Les princes de Thurn et Taxis détiennent le titre héréditaire de duc de Donaustauf et Wörth depuis 1899.

## Architecture
Les parties les plus anciennes du château médiéval datent d'environ 1060-1070. Il s'agit notamment du mur d'enceinte en pierre de taille, des palas, des bâtiments de la porte intérieure et de la chapelle (avec une grande partie du tissu bâti du XIe siècle), modifiés à la fin du Moyen Âge.
Le vaste complexe est conçu comme un château en coupe et comprend six portes consécutives :
- 1re porte (porte nord-est)
- 2e porte flanquant des murs en pierre de taille avec le château intérieur
- 3e porte, la tour-porte avec une entrée en plein cintre et un mur de protection au-dessus d'un fossé fait de pavés droits.
- 4e porte à côté de la souche de la tour ronde
- 5e porte avec une porte faite avec de la maçonnerie en pierre de taille apparente et un passage en plein cintre
- 6e porte, une porte à deux étages et voûté avec des vestiges de la chapelle castrale à l'étage supérieur

Quatre des six portes d'origine sont encore visibles. En plus d'être sécurisée par les portes, la basse-cour principale était séparée de la 2e porte par un fossé.
La base de la tour ronde orientale faite de pierres de taille à bosse sous le palais a un diamètre de 15 m et une épaisseur de mur de 5 m et fut ajoutée plus tard pour sécuriser le côté non protégé du plateau de la basse-cour extérieure. Il n'a probablement été utilisé que plus tard comme emplacement de canon.
La chapelle carrée romane primitive à l'étage supérieur de la tour de la porte intérieure avait une salle à trois nefs avec trois travées, dont les murs nord et ouest avec des niches murales semi-circulaires et des colonnes à chapiteaux cubiques sont conservés. Cependant, les piliers sont des répliques. Les fenêtres à lancettes gothiques des voûtes romanes furent ajoutées plus tard. La chapelle était donc de style similaire à la chapelle Sainte-Madelaine de la basilique Saint-Emmeran de Ratisbonne. Avec son emplacement partiel dans la tour de la porte, la chapelle représente une forme particulière de construction de château.
Seul un mur avec une double fenêtre romane à colonne a survécu à la construction des palas. Il ne reste rien du donjon carré. Le côté est de la zone du château est aménagé en 1812 en parc à l'anglaise avec une avenue. La basse-cour au nord, entourée de douves, abrite aujourd'hui un petit cimetière.